# Grace Park (aktorka)
Grace Park (ur. 14 marca 1974 w Los Angeles, Kalifornia) – aktorka kanadyjska pochodzenia koreańskiego. Najbardziej znana z odtwarzania roli oficera Kono Kalakaua w serialu telewizyjnym Hawaii Five-0.

## Życiorys
Urodzona w USA, przeniosła się wraz z rodziną do Kanady jako dziecko. Studiowała psychologię i język hiszpański na Uniwersytecie Kolumbii Brytyjskiej w Vancouver. Karierę zaczynała jako modelka. Występowała w jednej z głównych ról w serialu młodzieżowym Edgemont, w 2003 debiutowała jako aktorka profesjonalna w serialu Battlestar Galactica. Zagrała w nim postać Cylona Numer 8, znanego także jako Sharon "Boomer" Valerii oraz Sharon "Athena" Agathon.
W 2005 miała rozbieraną sesję zdjęciową w miesięczniku "Maxim". Tego samego roku w rankingu "Hot 100" tegoż miesięcznika znalazła się na 85. miejscu.